# 毛帘子藤
毛帘子藤（学名：Pottsia pubescens）为夹竹桃科帘子藤属的植物。分布于中国大陆的云南、广西、贵州等地，生长于海拔500米至840米的地区，多生在山谷向阳处、山地疏林中及路旁灌木丛中，目前尚未由人工引种栽培。

## 种下等级
- Pottsia pubescens Tsiang